# Марк Емилий Лепид (консул 126 пр.н.е.)
Вижте пояснителната страница за други личности с името Марк Емилий Лепид.
Марк Емилий Лепид (на латински: Marcus Aemilius Lepidus) e политик на Римската република през 2 век пр.н.е.
Син е на Марк Емилий Лепид (военен трибун 190 пр.н.е.) и внук на Марк Емилий Лепид (консул 187 и 175 пр.н.е.). Вероятно е брат на Марк Емилий Лепид Порцина (консул 137 пр.н.е.).
През 126 пр.н.е. e избран за консул заедно с Луций Аврелий Орест.